# Philip Philmar
Philip Philmar est un acteur britannique.

## Filmographie
Cinéma
- 1999 : Jeanne d'Arc, de Luc Besson
- 1999 : Pinocchio et Gepetto, de Michael Anderson
- 2005 : Charlie et la Chocolaterie, de Tim Burton
- 2005 : Can You Take It?, de Justine Morris
- 2007 : Double Agent, de Rudolf Buitendach
- 2007 : Sweeney Todd : Le Diabolique Barbier de Fleet Street, de Tim Burton
- 2008 : Litterpicker, d'Ashley Horner
- 2010 : Bibliothèque Pascal, de Szabolcs Hajdu
- 2012 : John Carter, d'Andrew Stanton
- 2012 : Les Misérables, de Tom Hooper
- 2013 : Jack le chasseur de géants, de Bryan Singer
- 2016 : Miss Peregrine et les Enfants particuliers, de Tim Burton

Télévision
- 1995-1996 : Julia Jekyll and Harriet Hyde, série télévisée
- 1998 : McCallum, série télévisée
- 2006 : Casualty, série télévisée
- 2014 : Game of Thrones, série télévisée